# Суперкубок Камбоджі з футболу 2017
Суперкубок Камбоджі з футболу 2017  — 1-й розіграш турніру. Матч відбувся 12 лютого 2017 року між чемпіоном Камбоджі клубом Боунг Кет Ангкор та володарем кубка Камбоджі клубом Національне міністерство оборони.
| Володар Суперкубка Камбоджі 2017 |
| -------------------------------- |
|                                  |
| Боунг Кет Ангкор Перший титул    |

## Матч

### Деталі
| 12 лютого 2017 |

| Боунг Кет Ангкор  | 3:0 | Національне міністерство оборони |
| ----------------- | --- | -------------------------------- |
| Лабораві Мурамацу |     |                                  |

| Олімпійський стадіон, Пномпень |